# Prinzipal (Rebsorte)

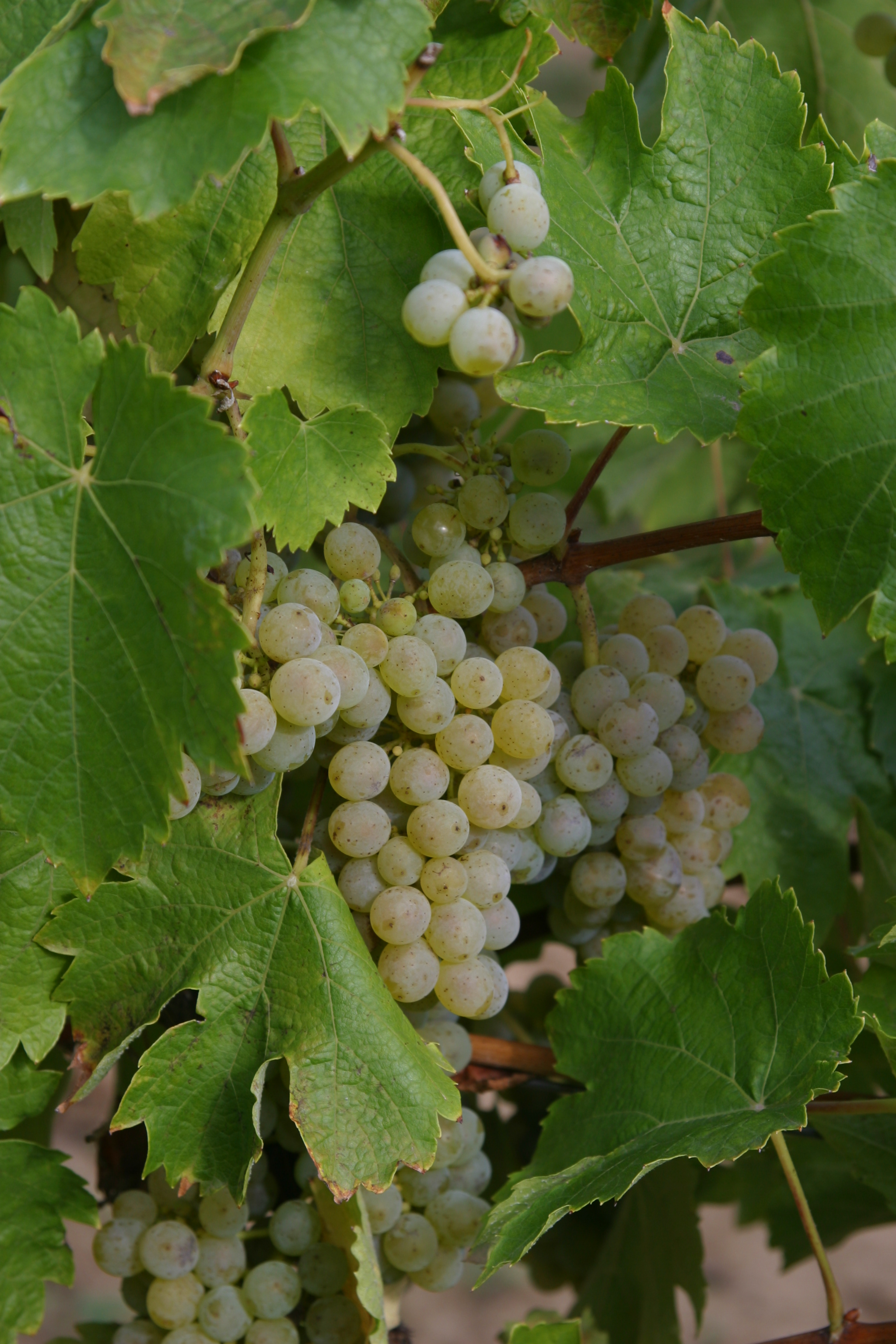
Rebsorte Prinzipal

Prinzipal ist eine Weißweinsorte, die 1971 an der Forschungsanstalt Geisenheim von dem Önologen Helmut Becker gezüchtet wurde. Dafür kreuzte er die Rebsorten Geisenheim 323-58 x Ehrenfelser; erstere konstituiert wiederum eine Kreuzung zwischen Seibel 7053 und Riesling.
Die Experimente mit dieser Rebsorte gehören in den gleichen Zusammenhang wie die Entwicklung anderer Züchtungen namens Ehrenbreitsteiner, Dakapo, Rondo und Saphira. Die Grundidee Beckers war – vor dem Hintergrund seiner Dissertation über die Reblaus und vorausgegangener zehnjähriger Forschungsarbeit zu ihrer Bekämpfung – die Entwicklung einer schädlings- und pilzresistenten Rebe.
Im Falle des Prinzipals wurden die Erwartungen Beckers nicht vollständig erfüllt: In tieferen, feuchten Lagen ist diese Rebe anfällig gegen Echten Mehltau (Oidium spp.) und muss mit ein bis zwei Schwefelbehandlungen jeweils kurz vor und/oder kurz nach der Blüte versehen werden. Der Falsche Mehltau (Plasmopara viticola) kann ebenfalls in schattigen und schlecht trocknenden Lagen zum Problem werden, so dass auf Fungizide nicht verzichtet werden kann. Roter Brenner (Pseudopezicula tracheiphila) ist auch gelegentlich aufgetreten. Vorteilhaft ist jedoch eine gute Winterfestigkeit (auch gegen stärkere Fröste) und Resistenz gegen Schimmelpilze wie etwa Grauschimmelfäule (Botrytis cinerea). 
Der Weintyp erinnert geschmacklich an den Riesling, fällt jedoch blumig-fruchtiger aus. Die Anbaufläche in Deutschland ist mit etwa drei Hektar unbedeutend, kleine Flächen sind auch in Österreich, Ungarn und Kanada mit Prinzipal bestockt.
Synonyme: Zuchtnummer Geisenheim 7116-26 (Gm 7116-26).
Abstammung: Geisenheim 323-58 x Ehrenfelser.